# Escala de gato

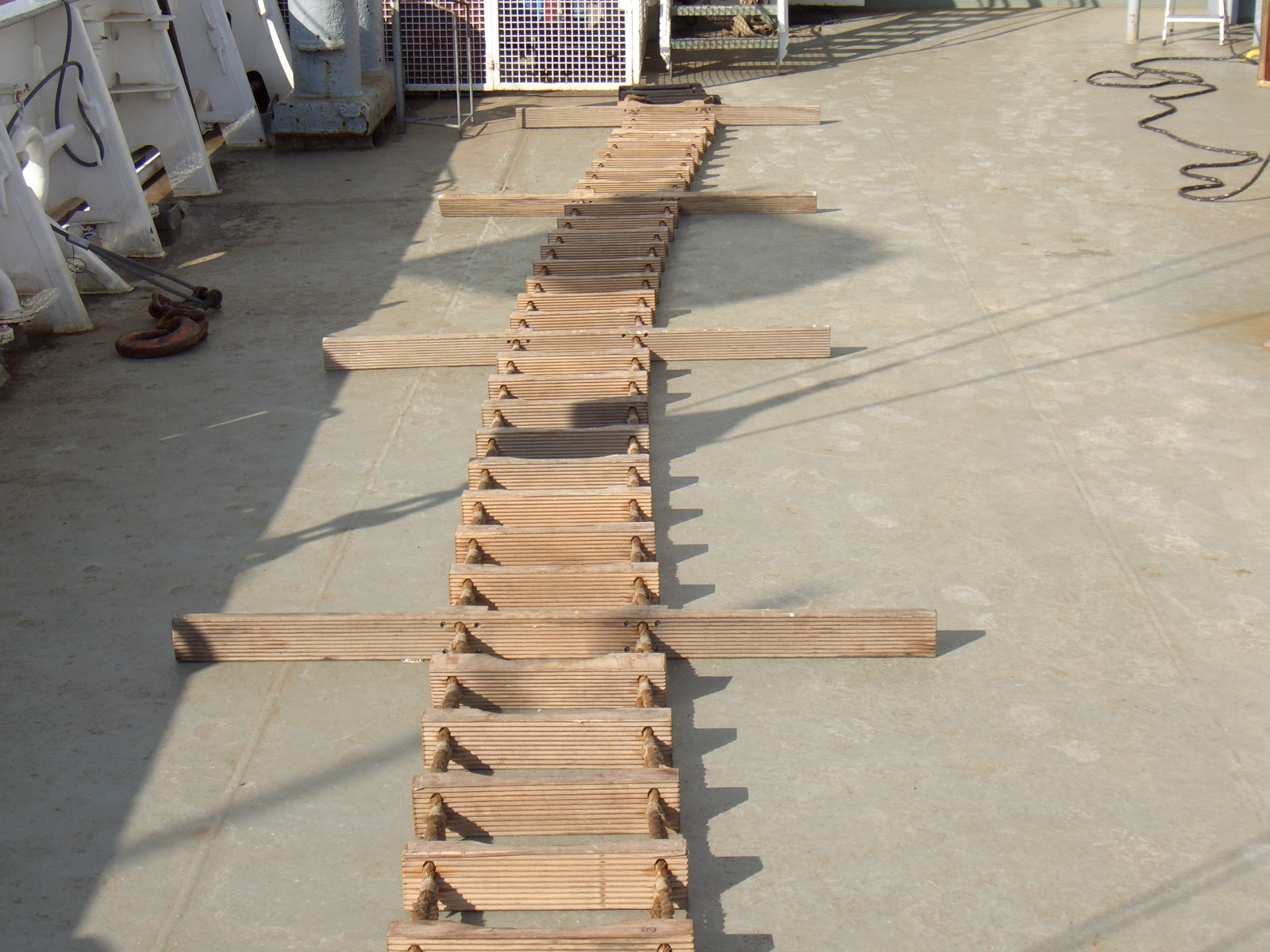
Escala de gato sobre cubierta.

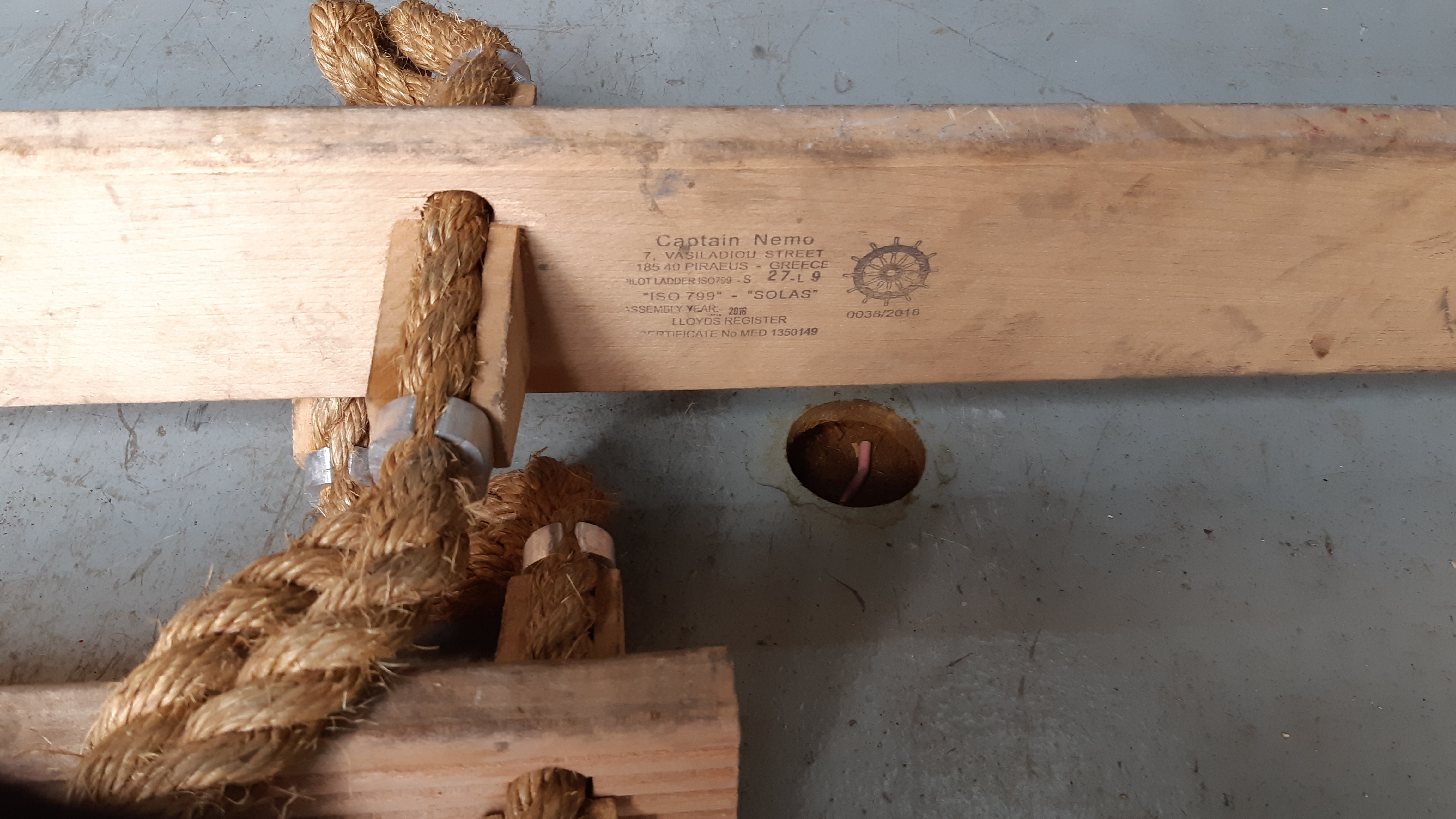
Ejemplo de Escala marcada por fabricante con la normativa vigente.

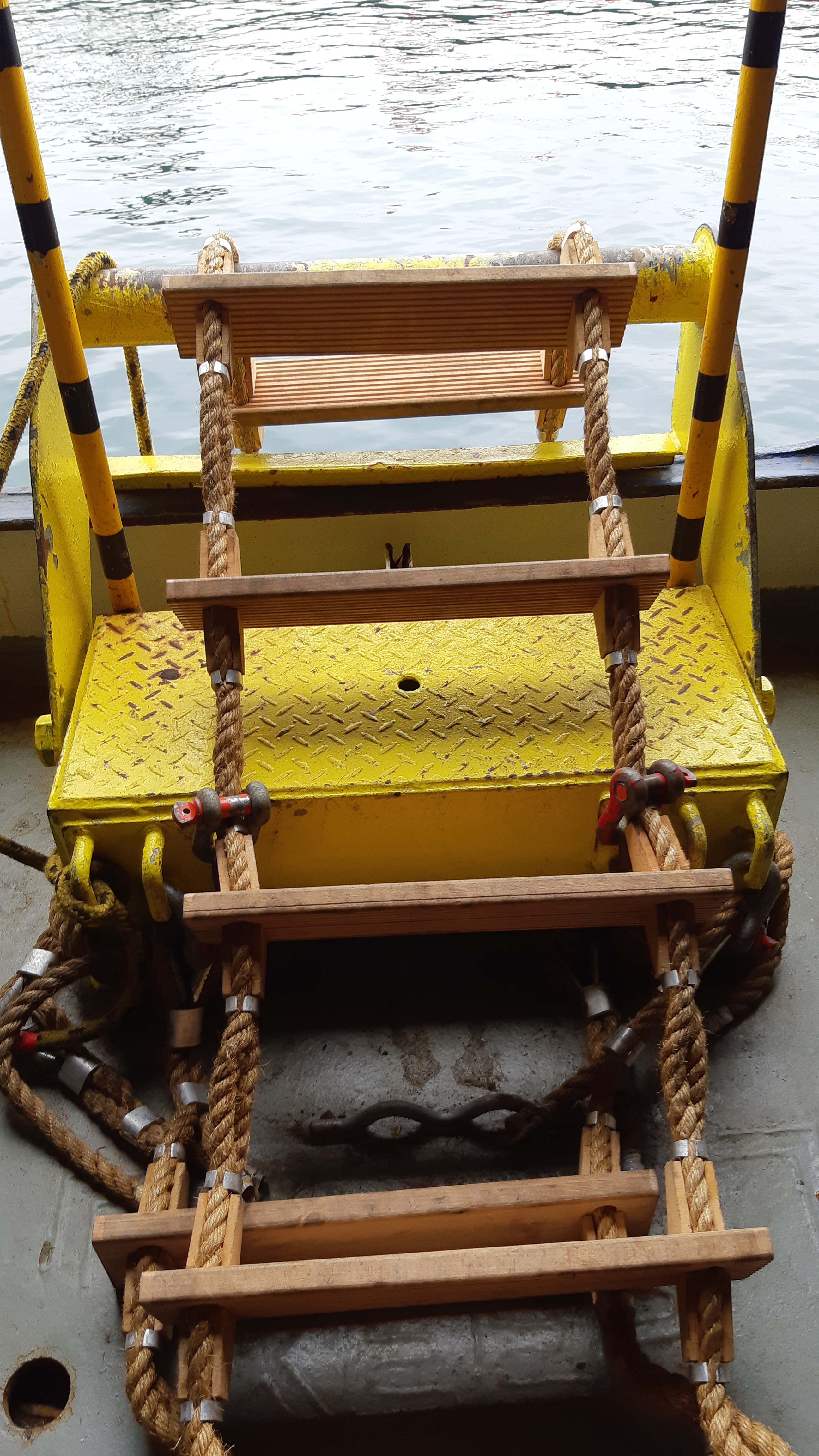
Acceso a la cubierta. Se observa puntos de sujeción reforzados, grilletes y candeleros.

Escala de práctico o escala de gato es una escalera confeccionada con cabos de fibra vegetal y peldaños de madera, que se emplea para asistir al embarque de prácticos y otras personas desde embarcaciones menores que se acercan hasta los buques de mayor porte. Normalmente la escala de práctico se monta, a petición de los prácticos, por la banda de sotavento.

## Construcción[2]
- La escala se hará firme a unos puntos de sujeción reforzados. Los grilletes y cabos de sujeción deben tener una resistencia adecuada.
- Las escalas de práctico deben disponer de un certificado emitido por el fabricante y nunca podrán ser fabricadas a bordo de los buques.
- Los peldaños han de ser de madera dura o sino lo son deben de ser de un material equivalente.
- Los cuatro peldaños inferiores podrán ser de goma.
- Los peldaños medirán 400 mm de largo, 115 mm de ancho y tendrán como mínimo 25 mm de grosor.
- Estos de dispondrán uniformemente a intervalos no inferiores de 310 mm ni superiores a 350 mm.
- La escala nunca tendrá más de dos peldaños de sustitución.
- Si la escala tiene más de 5 peldaños deberán disponer de separadores de longitud no inferior a 1,80 m, de esta forma la escala permanecerá pegada al casco y no se volteará. El separador más bajo se situará en el quinto peldaño. El intervalo entre separadores no será mayor a 9 peldaños.
- El cabo de recuperación ira colocado en el último separador y hacia proa.
- Cabos laterales, son dos cabos con diámetro no inferior a 18 mm.

## Escala combinada
Cuando el práctico debe subir más de 9 metros por la escala, el buque dispondrá de una escala combinada. Es un sistema combinado de escala de gato y escala real o gangway.
- La escala real no debe exceder los 45°.
- La meseta inferior de le escala real estará como mínimo 5 m sobre el nivel del mar.
- El extremo superior de la escala de práctico sobresaldrá 2 m por encima de la meseta inferior. La distancia entre la meseta inferior y la escala de práctico estará comprendida entre 0,1 y 0,2 m.

## Acceso a la cubierta
Se dispondrá el punto de acceso de unos asideros/candeleros que se fijarán rígidamente a la estructura del buque y tendrán un diámetro no inferior a 32 mm y una elevación no inferior a 1,20 m.
Durante el embarque y desembarque del prácticos, en dicho acceso estará esperando un oficial con comunicación directa con el puente de gobierno. 
En las cercanías al acceso se dispondrá de un aro salvavidas con luz de encendido automático.

## Secuencia de desembarque del práctico
Secuencia del desembarque de práctico por la escala de gato de babor en el puerto de Brindisi. 

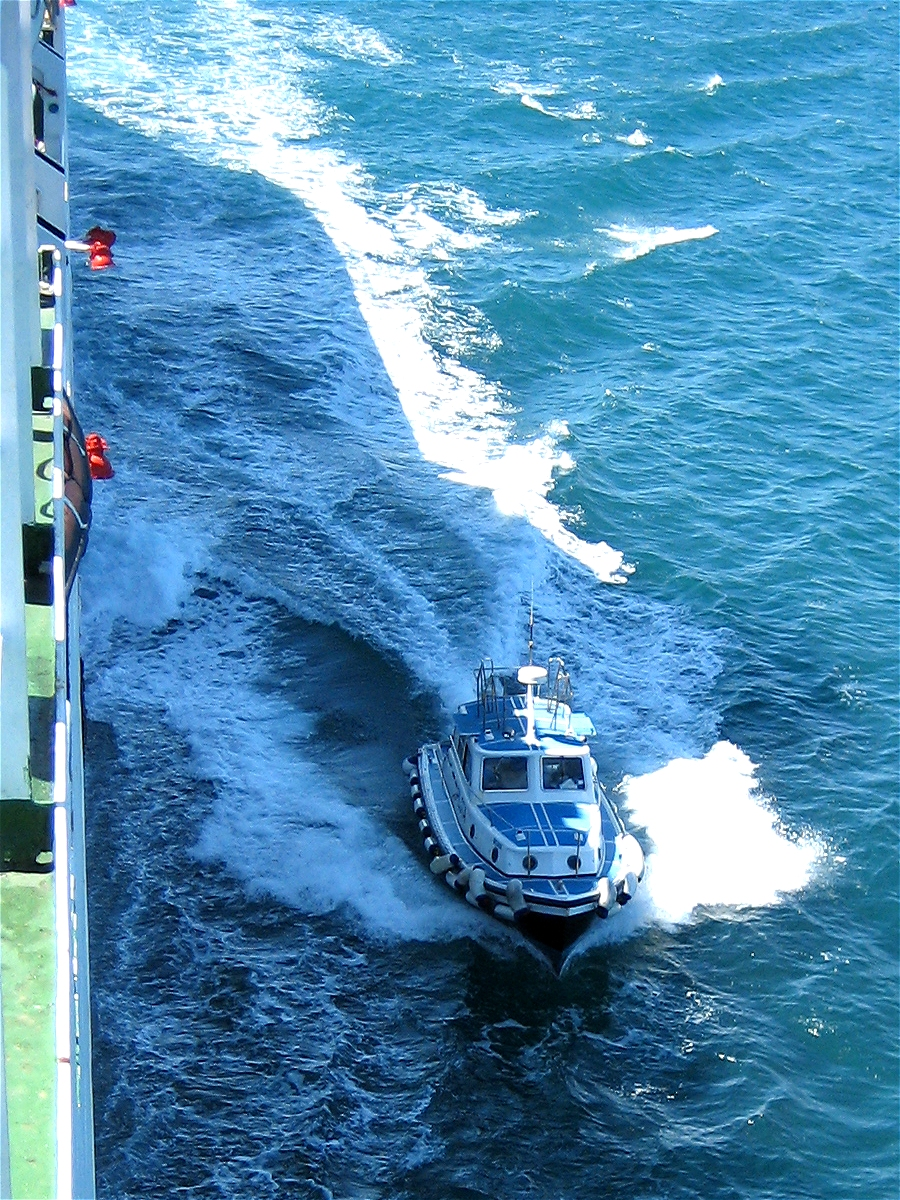
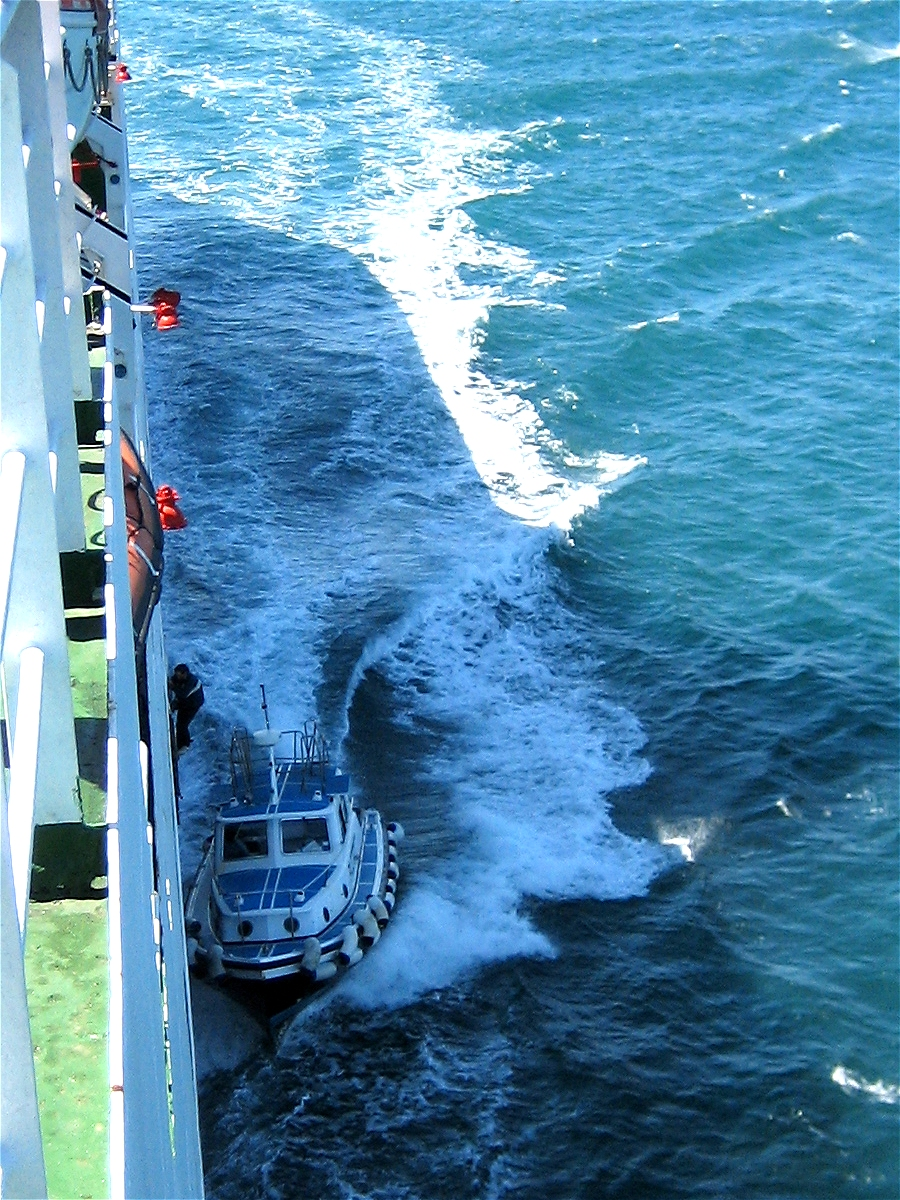
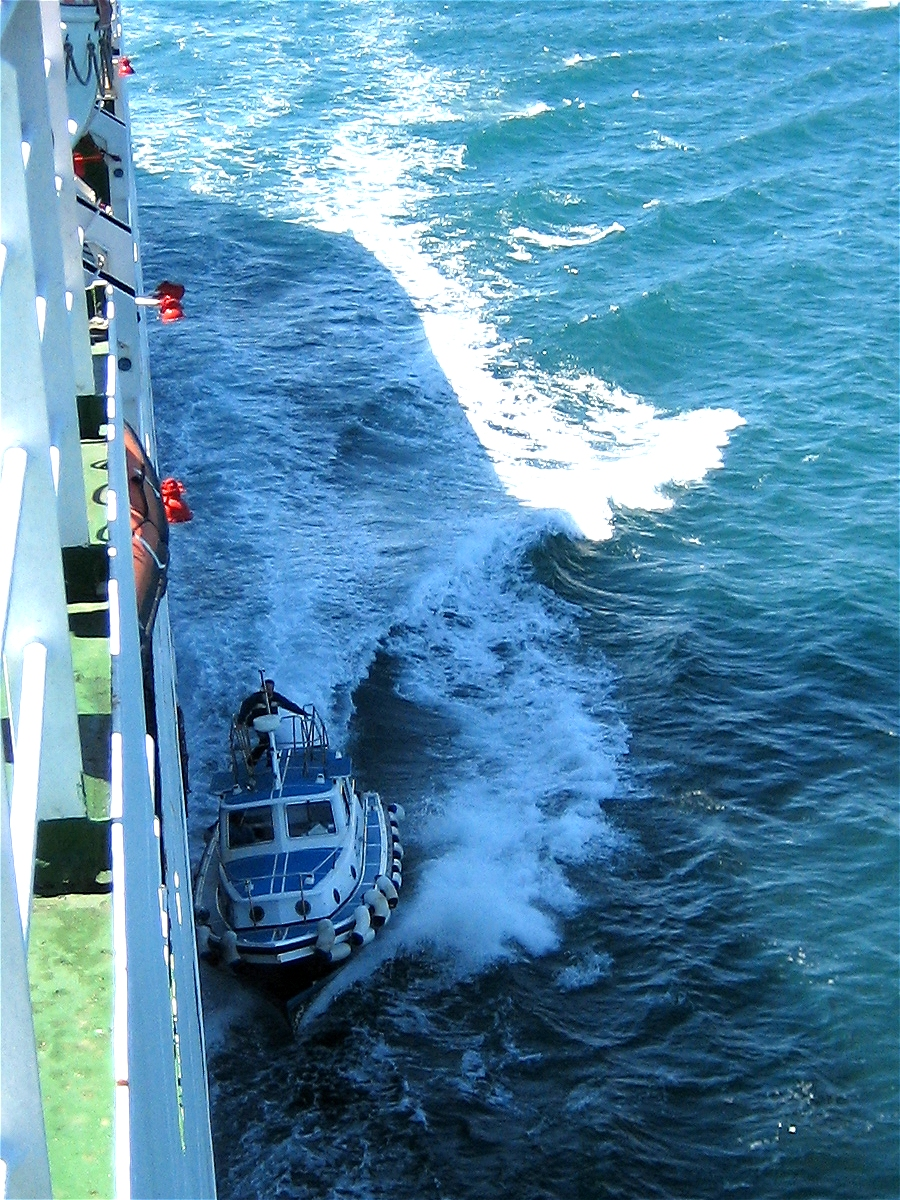
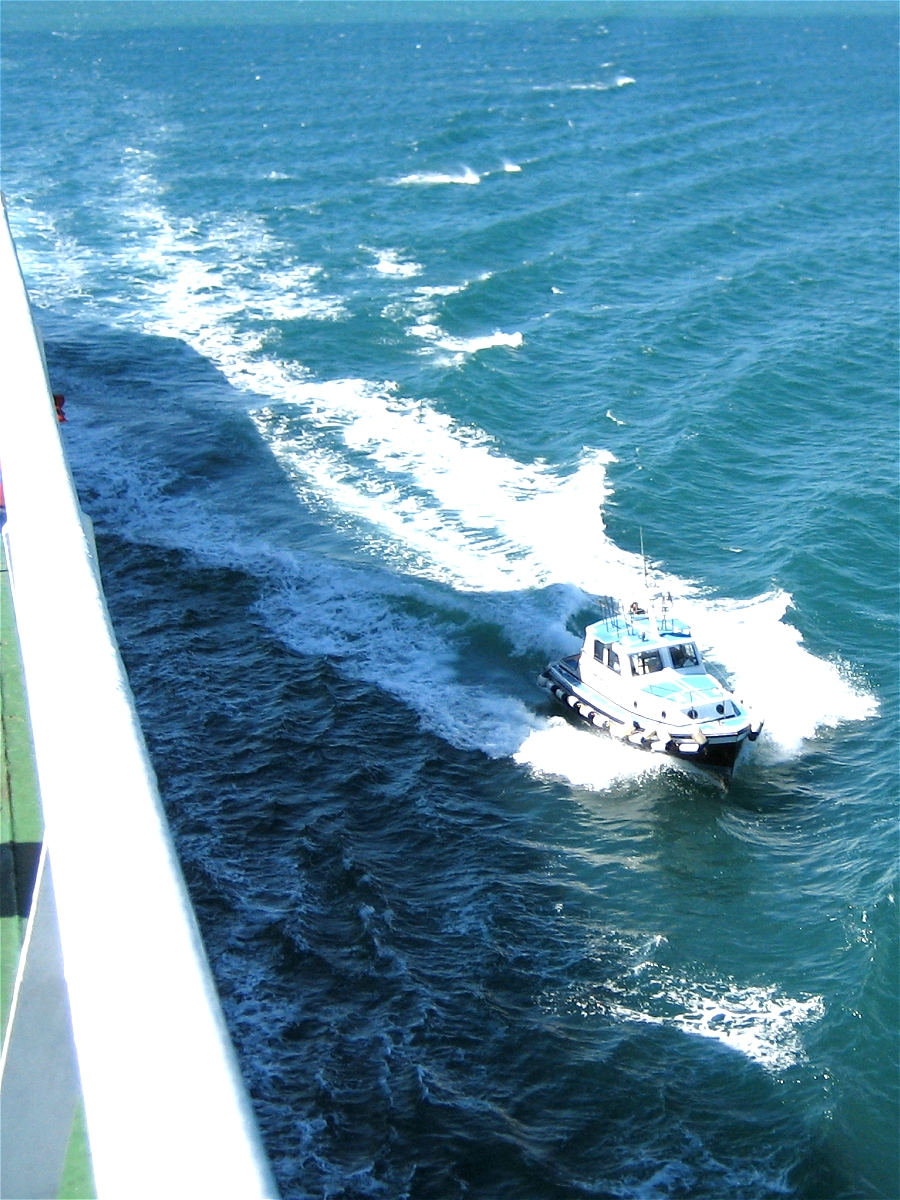